# Lozi
I Lozi (anche Balozi o Barotse) sono una popolazione dell'Africa meridionale, presenti principalmente in Zambia e in generale nel bacino del fiume Zambesi. Prima della spartizione dell'Africa erano a capo del potente impero del Barotseland, esteso nell'Africa meridionale interna, ma l'arrivo degli europei mise fine al loro potere.

## Storia

Bandiera della nazione Lozi

Il popolo Lozi ha origini antiche, che si perdono nelle leggende. La mitologia popolare narra come il regno del Barotseland fu creato dagli dei Nyambe e Nasilele quando essi discesero sulla terra, e che i loro discendenti siano stati i sovrani dei Lozi. Storicamente, i Lozi giunsero nell'Africa meridionale attorno al XVII secolo provenendo dall'Africa centrale, probabilmente dal Congo, in un'epoca di grandi migrazioni da parte delle popolazioni bantù (difatti la lingua lozi originaria apparteneva alle lingue bantù).
Colonizzati ampi tratti del corso dello Zambesi, i Lozi stabilirono il regno del Barotseland, espandendosi ai danni delle popolazioni vicine come i Subia. Il Barotseland fu l'entità politica principale dell'Africa meridionale tra il XVIII e l'inizio del XIX secolo, ma nel 1830 i Makololo, popolazione proveniente dal Sudafrica, lo invasero e lo abbatterono, conquistando i Lozi. La dominazione dei Makololo durò poco più di trent'anni; nel 1864 infine i Lozi e le altre popolazioni sconfissero i Makololo e ristabilirono il Barotseland. Tuttavia la generazione di sottomissione ai conquistatori aveva cambiato radicalmente la cultura dei Lozi: originariamente si definivano Luyi, ma mantennero il nome Lozi dato loro dai Makololo, e la lingua lozi era fortemente mutata sotto l'influsso dell'idioma dei Makololo, di ceppo sotho, allontanandosi quindi dall'originaria radice bantù.
Il restaurato impero dei Lozi durò comunque pochi decenni: la spartizione dell'Africa permise alle potenze coloniali europee (soprattutto Regno Unito e Germania) di erodere sempre di più i confini del regno, e nel 1890 l'accordo firmato tra il re dei Lozi Lewanika I e il miliardario Cecil Rhodes per il possesso britannico dei diritti di estrazione mineraria della zona mise fine alla sovranità del Barotseland. Le autorità britanniche dissolsero quindi il Barotseland e lo inclusero nella colonia della Rhodesia.

## Società
I Lozi possiedono un proprio re, detto Litunga, che storicamente era a capo del regno del Barotseland. La città più importante per i Lozi è Mongu, vicino alla quale il sovrano del popolo possiede le sue residenze estiva e invernale.
Molto importante presso i Lozi è il cerimoniale del likute, un complesso sistema di gesti e segni di rispetto da fare verso il prossimo a seconda della sua importanza, da semplici applausi per gli individui ordinari ad atti simili alla proscinesi per il sovrano. Importante festività celebrata dal popolo è la Kuomboka, tenuta in marzo-aprile per celebrare la fine della stagione delle piogge; essa consiste nel trasferimento del sovrano dalla residenza invernale (Lealui) a quella estiva (Limulunga), ed esso avviene con una grande parata cerimoniale accompagnata da grandi festeggiamenti e danze. La notte precedente la parata (che di solito avviene in barca a causa delle piene dello Zambesi) il sovrano veglia battendo un tamburo cerimoniale, il maoma, il cui suono serve ad attirare uomini volenterosi che gli facciano da scorta (in realtà già selezionati e vestiti con pelli di leopardo, chiome di leone e berretti rossi). Il re quindi si cambia togliendosi l'abito tradizionale (sikutindo) e vestendo invece un'uniforme militare donata nel 1902 da re Edoardo VII del Regno Unito, che indossa durante tutto il trasferimento.

## Religione
La religione tradizionale dei Lozi è una forma di animismo. I Lozi credono nell'aldilà, e seppelliscono i propri morti con i loro beni, ritenendo che possano essere utili ai defunti nella vita ultraterrena; quelli che non possono essere seppelliti vengono arsi e le ceneri disperse, al fine di allontanare gli spiriti maligni. Tradizionalmente gli uomini vengono sepolti rivolti verso est, mentre le donne verso ovest.